# ISO 639:c
L'ISO 639 définit une codification des noms de langues, 
La liste des codes ISO 639 est présentée dans 26 séries de tableaux alphabétiques regroupant les codes suivants :
- Code ISO 639-3 à trois lettres (alpha-3) ; dont le présent article détaille une section alphabétique
- Code ISO 639-2 à trois lettres (alpha-3), lorsqu'il existe ;
- Code ISO 639-1 à deux lettres (alpha-2), lorsqu'il existe.

Le présent article détaille les codes ISO 639 s'étendant de « caa » à « czz », suivant la maille de l'ISO 639-3 c'est-à-dire avec un niveau de détail linguistique fin, puisque les 26 articles contient au total 7 622 item (sur les 26 × 26 × 26 = 17 656 combinaisons possibles de code alphanumérique à 3 lettres).

## Légende
- Lorsque deux codes ISO 639-2, séparés par un « / » (barre oblique), sont indiqués dans la liste, le premier correspond au code bibliographique (code « B ») et le deuxième au code terminologique (code « T »).
- Étendue de la langue : 
  - « O » : collection ;
  - « M » : macro-langue ;
  - « I » : individuelle,
  - « S » : spéciale.
- Type de la langue : 
  - « E » : éteinte ;
  - « H » : historique,
  - « A » : ancienne,
  - « L » : vivante,
  - « C » : construite.